# Гоф, Алекс
Алекс Гоф (англ. Alex Gough, 12 мая 1987, Калгари, Альберта) — канадская саночница, выступающая за сборную команду Канады с 2003 года, бронзовый призёр в соревнованиях на одиночных санях и серебряный призёр в эстафете на зимних Олимпийских игр 2018, обладательница бронзовой медали чемпионата мира 2011 года в Чезана-Торинезе — это первая медаль Канады в программе женских одиночных заездов и вторая на чемпионатах мира (в 1983 году золота был удостоен канадец Мирослав Зайонц).
Гоф принимала участие в двух зимних Олимпийских играх, лучший результат показала в 2010 году на Играх в Ванкувере, где по итогам всех заездов заняла восемнадцатое место. Четырьмя годами ранее ездила соревноваться в Турин, но не смогла пройти дальше квалификации. Успешно выступала на чемпионатах Канады, выиграла два этапа Кубка мира — впервые за тринадцать лет победительницей соревнования стала не немецкая спортсменка.
На чемпионате мира 2013 года в канадском Уистлере Гоф выиграла сразу две медали, бронзовую в одиночном женском разряде и серебряную в эстафете.
В 2014 году побывала на Олимпийских играх в Сочи, где финишировала четвёртой в одиночной женской программе и стала четвёртой в смешанной эстафете.
Сейчас Алекс Гоф живёт и тренируется в своём родном городе Калгари, вместе с коллегами по сборной проходит обучение в Национальной спортивной школе Канады. В свободное от санного спорта время любит кататься на лыжах и роликовых коньках.
На зимних Олимпийских играх 2018 года в Корее Алекс сумела по сумме четырёх спусков занять третье место и завоевала бронзовую медаль Игр.